# Вильма (завод)
Вильнюсский приборостроительный завод «Вильма» (лит. Vilniaus radijo matavimo prietaisų gamykla „Vilma“; также «завод номер 51»; изначально — «Завод звукозаписывающей аппаратуры») — советское и литовское предприятие, выпускавшее одноимённые бытовые магнитофоны и продукцию для Министерства обороны СССР с 1960 до 1994 года. Располагался в вильнюсском районе Жирмунай по ул. Жирмуну, д. 68.
Завод в 1989—1991 издавал еженедельную газету «Вилма».
Продукция изготавливалась для всего СССР, и 27 стран Европы, Азии, Африки.

## История
Первым директором завода был назначен Валентин Александрович Крипайтис.
На заводе были функционировали вычислительный центр, климатическая лаборатория, цех по производству электродвигателей для магнитофонов, собственная телефонная станция, ПТУ.
Мужскому хору ПО «Вильма» было присвоено звание Народного коллектива республики.
1994 г. объявлен банкротом и завод стал госпредприятием. 
30 декабря 1997 года Вильнюсским городским управлением предприятий ЛГПЗ «Вильма» был зарегистрирован как акционерное общество «Вильма» и функционирует до сих пор — https://vilma.lt/en/istorija/

## Продукция

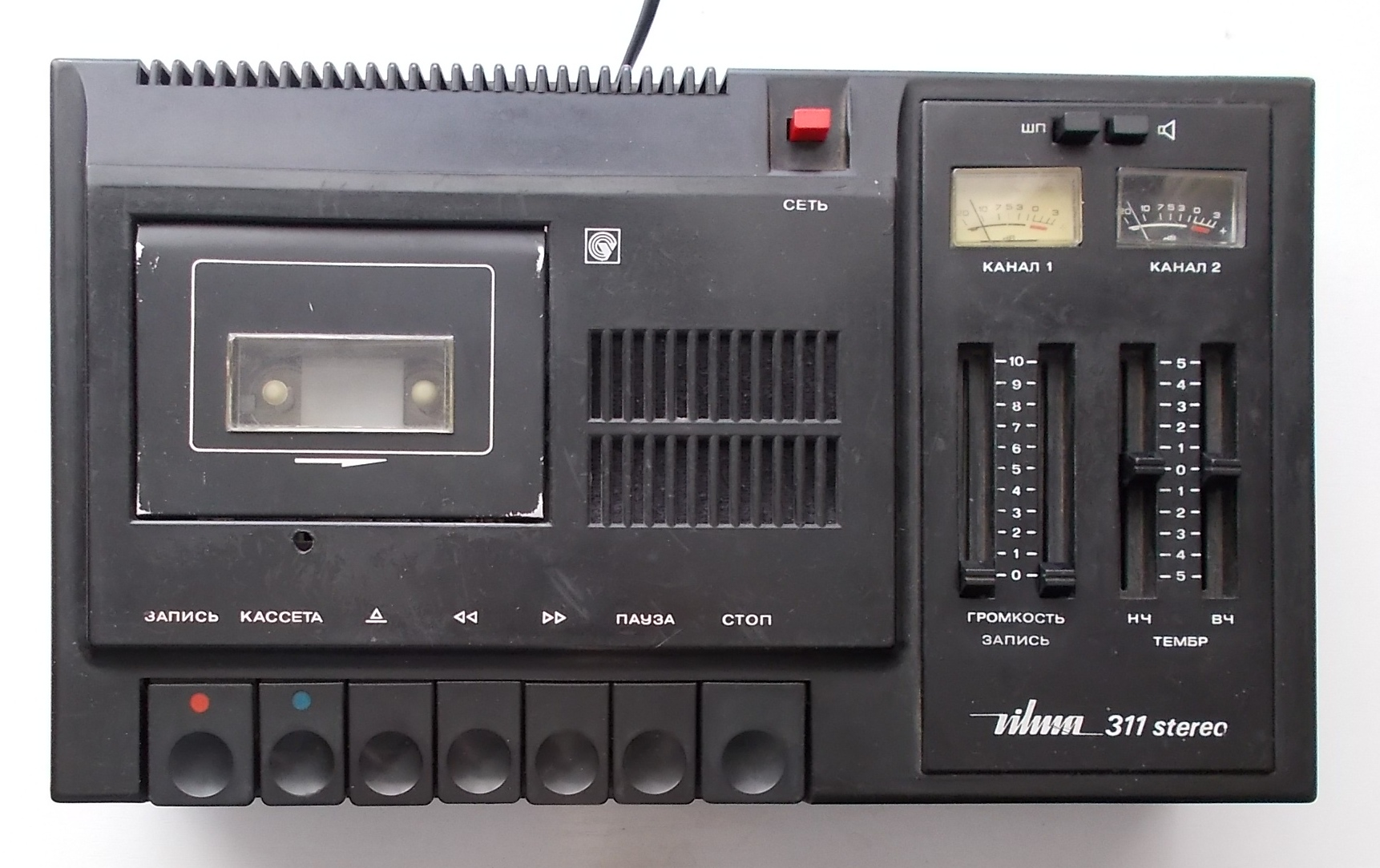
Одна из продукций Вильнюсского проборостроительного Завода «Вильма» — магнитофон «Вильма-311» стерео.

Завод разрабатывал и выпускал проволочные магнитофоны, катушечные приставки, диктофоны, «чёрные ящики» и другую аппаратуру.
Стационарные магнитофоны
- Вильма-302 стерео
- Вильма-303
- Вильма-311 стерео
- Вильма-204-стерео
- Вильма-212 стерео
- Вильма-М-212С
- Вильма М-214С
- Вильма-207С-1
- Вильма-102-стерео
- Вильма-104-стерео
- Рута-101 стерео
- Рута-201 стерео
- Тоника-305
- Тоника-310 стерео